# 聶歌利士街
聶歌利士街（英語：Nicholas Street）是加拿大安大略省渥太華中央地區的一條主幹道，連接417號公路與渥太華市中心。儘管這條街是一條市政道路，但其亦被指定為加拿大國家公路系統（National Highway System）的一部分，是加蒂諾417號公路與魁北克省5號公路（Quebec Autoroute 5）之間互連路線的一部分。
該路的南段是女皇道（417號高速公路）交匯處與洛里埃路交叉口之間的高速公路。聶歌利士街位於洛里埃路與Daly Avenue之間，為一條單向南行道路，而由洛里埃路向北行駛的車輛則被分流至Waller Street。麗都街（Rideau Street）是聶歌利士街的北端。
這條路沿線的地標包括麗都中心（Rideau Centre）商場及渥太華大學。
麗都運河與西面的聶歌利士街平行。拜副將徑（Colonel By Drive）位於麗都運河與聶歌利士街之間。OC Transpo bus Transitway是一個平行的設施，位於聶歌利士街大部分街長的東部。
該街道以渥太華早期的傑出市民聶歌利士·士柏士（Nicholas Sparks）命名。

## 由北至南的主要路口
- 麗都街
- Besserer Street
- Daly Avenue
- Waller Street, access to Mackenzie King Bridge
- 洛里埃路
- 安大略417號省道

## 外部連結
- (PDF).   [2022-02-19]. （原始内容 (PDF)存档于2005-05-25）. (1.49 MiB)

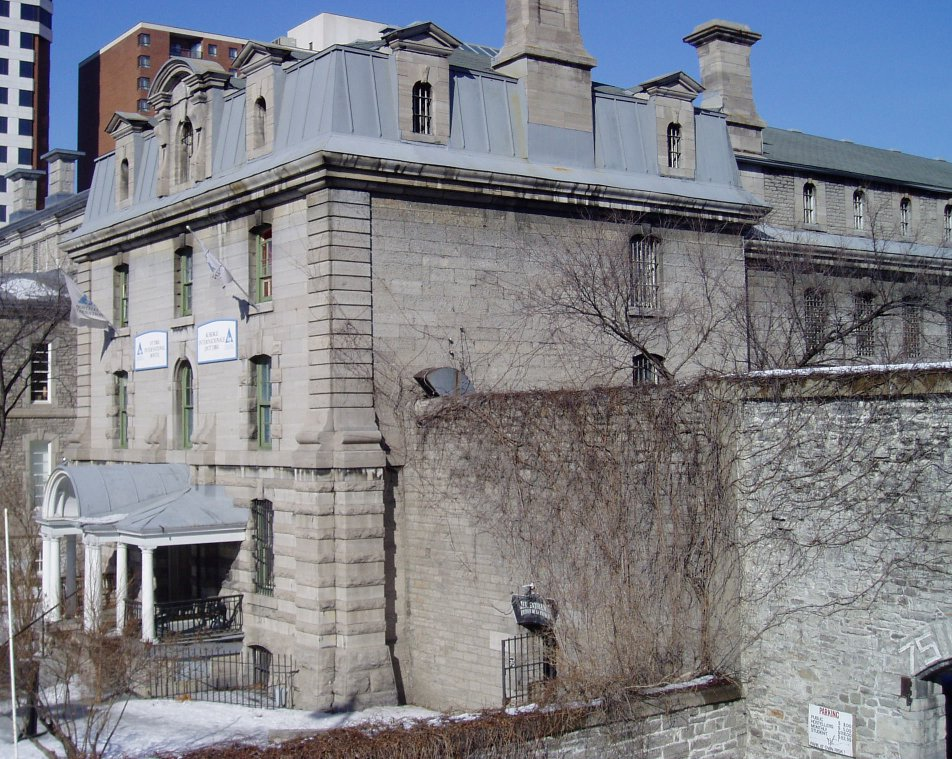
渥太華監獄青年旅舍，位於聶歌利士街75號（75 Nicholas Street）

- Google Maps: Nicholas Street route